# 後藤康雄
後藤 康雄（ごとう やすお、1949年2月14日 - ）は、日本の経営者。はごろもフーズ社長、会長を務めた。創業者後藤磯吉の次男。

## 来歴・人物
静岡県出身。1971年に慶應義塾大学経済学部を卒業し、同年に味の素に入社した。1978年にはごろも缶詰(のちのはごろもフーズ)に転じ、1983年に取締役に就任し、1985年に常務を経て、1986年6月に社長に就任。2007年6月に会長に就任。
2023年4月に旭日中綬章を受章。